# 픽사의 단편 목록
픽사의 첫 번째 영화인 《토이 스토리》 이후의 모든 장편 영화들은 픽사가 제작한 단편 영화와 함께 극장에서 개봉되어 왔다. 극장이 아닌 비디오 제품으로 공개된 단편들은 픽사가 보유한 기술력과 작품성 등을 보여주기 위해 만들어졌다.
첫 단편 작품은 픽사가 과거 컴퓨터 하드웨어 회사였던 당시에 만들어졌다. 《제리의 게임》을 기점으로 픽사는 애니메이션 제작사로 전환했고, 이후의 단편들은 더 많은 제작진들과 예산을 통해 제작되었다.
1991년에 픽사는 텔레비전 프로그램인 《세사미 스트리트》를 위한 네 개의 교육용 CGI 단편들을 만들었다. 네 단편들은 《Surprise》 (1992), 《Light and Heavy》 (1990), 《Up and Down》 (1993), 《Front and Back》 (1994)이며, 럭소 주니어와 럭소가 등장한다.
코코 오프닝 단편은 올라프의 겨울왕국 어드벤처가 나오고, 토이 스토리 4, 버즈 라이트이어, 인사이드 아웃 2, 엘리오 오프닝 단편은 없고, 온워드: 단 하루의 기적 오프닝 단편은 매기 심슨의 데스티니랑 노는 날이 나오고, 소울 오프닝 단편은 토끼굴이 나오고, 엘리멘탈 오프닝 단편은 칼의 데이트가 나온다.

## 단편 영화

### 오리지널
| 제목                 | 공개년도 | 감독                           | 함께 개봉된 영화                           | 함께 발매된 영화                           | 아카데미 단편 애니메이션 작품상 |
| -------------------- | -------- | ------------------------------ | ------------------------------------------ | ------------------------------------------ | ------------------------------- |
| 《안드레와 월리 비》 | 1984     | 앨비 레이 스미스               | 《토이 스토리》                            | 《토이 스토리》                            |                                 |
| 《럭소 주니어》      | 1986     | 존 래시터                      | 《토이 스토리 2》                          | 《토이 스토리 2》                          | 후보                            |
| 《레드의 꿈》        | 1987     | 존 래시터                      |                                            |                                            |                                 |
| 《틴 토이》          | 1988     | 존 래시터                      | 《토이 스토리》                            | 수상                                       |                                 |
| 《장식품》           | 1989     | 존 래시터                      | 《니모를 찾아서》                          | 《니모를 찾아서》                          |                                 |
| 《제리의 게임》      | 1997     | 잰 핀카바                      | 《벅스 라이프》                            | 《벅스 라이프》                            | 수상                            |
| 《새들의 이야기》    | 2000     | 랄프 에글레스톤                | 《몬스터 주식회사》(집 등), 《루카》(극장) | 《몬스터 주식회사》(집 등), 《루카》(극장) | 수상                            |
| 《점프》             | 2003     | 버드 럭키                      | 《인크레더블》                             | 《인크레더블》                             | 후보                            |
| 《원 맨 밴드》       | 2005     | 앤드류 지메네즈, 마크 앤드류스 | 《카》                                     | 《카》                                     | 후보                            |
| 《리프티드》         | 2006     | 게리 리드스트롬                | 《라따뚜이》                               | 《라따뚜이》                               | 후보                            |
| 《프레스토》         | 2008     | 더그 스위트랜드                | 《월-E》                                   | 《월-E》                                   | 후보                            |
| 《구름 조금》        | 2009     | 피터 손                        | 《업》                                     | 《업》                                     |                                 |
| 《낮과 밤》          | 2010     | 테디 뉴튼                      | 《토이 스토리 3》                          | 《토이 스토리 3》                          | 후보                            |
| 《달》               | 2011     | 엔리코 카사로사                | 《메리다와 마법의 숲》                     | 《메리다와 마법의 숲》                     | 후보                            |
| 《파란 우산》        | 2013     | 사스치카 운셀드                | 《몬스터 대학교》                          | 《몬스터 대학교》                          |                                 |
| 《라바》             | 2014     | 제임스 포드 머피               | 《인사이드 아웃》                          | 《인사이드 아웃》                          |                                 |
| 《산제이의 슈퍼 팀》 | 2015     | 산제이 파텔                    | 《굿 다이노》                              | 《굿 다이노》                              | 후보                            |
| 《파이퍼》           | 2016     | 알란 바릴라로                  | 《도리를 찾아서》                          | 《도리를 찾아서》                          |                                 |
| 《루》               | 2017     | 데이브 멀린스                  | 《카 3》                                   | 《카 3》                                   |                                 |
| 《Bao》              | 2018     | 도미 시                        | 《인크레더블 2》                           |                                            |                                 |
| 《Smash and Grab》   | 2018     | 브라이언 라슨                  |                                            |                                            |                                 |

### 장편 번외작
| 제목                         | 년도 | 감독                    | 함께 개봉된 영화       | 함께 발매된 영화    | 아카데미 단편 애니메이션 작품상 |
| ---------------------------- | ---- | ----------------------- | ---------------------- | ------------------- | ------------------------------- |
| 《마이크의 새 차》           | 2002 | 피트 닥터, 로저 L. 굴드 |                        | 《몬스터 주식회사》 | 후보                            |
| 《잭잭의 공격》              | 2005 | 브래드 버드             | 《인크레더블》         |                     |                                 |
| 《메이터와 유령》            | 2006 | 존 래시터               | 《카》                 |                     |                                 |
| 《여러분의 친구 생쥐》       | 2007 | 짐 카포비안코           | 《라따뚜이》           |                     |                                 |
| 《번-E》                     | 2008 | 앵거스 맥클레인         | 《월-E》               |                     |                                 |
| 《더그의 특별 임무》         | 2009 | 로니 델 카르멘          | 《업》                 |                     |                                 |
| 《조지 & A.J.》              | 2009 | 조시 쿨리               |                        |                     |                                 |
| 《모르두의 전설》            | 2012 | 브라이언 라슨           | 《메리다와 마법의 숲》 |                     |                                 |
| 《파티 센트럴》              | 2013 | 켈시 맨                 | 《머펫 모스트 원티드》 |                     |                                 |
| 《라일리의 첫 번째 데이트?》 | 2015 | 조시 쿨리               |                        | 《인사이드 아웃》   |                                 |

주석
1. 1 2  Non-compilation
2. ↑  루카스필름의 자회사이자 픽사의 전신인 The Graphics Group에서 제작됨.

## 단편 시리즈

### 《카 툰》
| 제목                      | 년도 | 공개                                                |
| ------------------------- | ---- | --------------------------------------------------- |
| 《구조대원 메이터》       | 2008 | 툰 디즈니를 통해 텔레비전에서                       |
| 《위대한 메이터》         | 2008 | 툰 디즈니를 통해 텔레비전에서                       |
| 《엘 메이터도르》         | 2008 | 툰 디즈니를 통해 텔레비전에서                       |
| 《도쿄 메이터》           | 2008 | 《볼트》와 함께 극장에서                            |
| Unidentified Flying Mater | 2009 | 디즈니 채널을 통해 텔레비전에서                     |
| Monster Truck Mater       | 2010 | 디즈니 채널을 통해 텔레비전에서                     |
| Heavy Metal Mater         | 2010 | 디즈니 채널을 통해 텔레비전에서                     |
| Moon Mater                | 2010 | 《메이터의 놀라운 이야기》의 DVD 및 블루레이에 수록 |
| Mater Private Eye         | 2010 | 《메이터의 놀라운 이야기》의 DVD 및 블루레이에 수록 |
| Air Mater                 | 2011 | 《카 2》의 DVD 및 블루레이에 수록                   |
| Time Travel Mater         | 2012 | 디즈니 채널을 통해 텔레비전에서                     |

### 《토이 스토리 툰》
| 제목                     | 년도 | 공개 |
| ------------------------ | ---- | --- |
| 《하와이 여행》          | 2011 | 《카 2》와 함께 극장에서                                                                                          |
| 《작은 버즈 라이트이어》 | 2011 | 《머펫 대소동》과 함께 극장에서 《픽사 단편 애니메이션, Volume 2》에 수록되어                                     |
| 《파티공룡 렉스》        | 2012 | 《니모를 찾아서 3D》와 함께 극장에서 《몬스터 주식회사》의 비디오 제품 중 Ultimate Collector's Edition에 수록되어 |

## 텔레비전 특집
| 제목                                | 년도 | 공개 |
| ----------------------------------- | ---- | ---- |
| 《토이 스토리: 공포의 대탈출》      | 2013 | ABC  |
| 《토이 스토리: 공룡 전사들의 도시》 | 2014 | ABC  |

## 같이 보기
- 픽사의 영화 목록